# Asclepiadaceae; Official Organ of the Asclepiadaceae Society
Asclepiadaceae; Official Organ of the Asclepiadaceae Society (abreviado Asclepiadaceae) fue una revista con ilustraciones y descripciones botánicas que fue editada en Epsom. Se publicaron 22 números desde 1974 hasta 1981. Fue reemplazada por Asklepios.